# Célia Gery
Célia Gery, née le 4 janvier 2006 à Talencieux, est une coureuse cycliste française spécialiste du cyclo-cross. Elle devient championne du monde de cyclo-cross juniors et championne du monde de relais mixte en 2024, quelques semaines après avoir remporté les mêmes titres aux championnats d'Europe.

## Palmarès en cyclo-cross
- 2020-2021
  -  Championne de France de cyclo-cross cadettes
- 2021-2022
  -  Championne de France de cyclo-cross cadettes
  - Classement général de la Coupe de France de cyclo-cross cadettes
- 2022-2023
  -  Championne de France de cyclo-cross en relais mixte
  -  Médaillée de bronze des championnats du monde de cyclo-cross juniors
  - 4e de la Coupe du monde de cyclo-cross juniors
  - 7e des championnats d'Europe de cyclo-cross juniors
- 2023-2024
  -  Championne du monde de cyclo-cross juniors
  -  Championne du monde de cyclo-cross en relais mixte
  -  Championne d'Europe de cyclo-cross juniors
  -  Championne d'Europe de cyclo-cross en relais mixte
  -  Championne de France de cyclo-cross juniors
  -  Championne de France de cyclo-cross en relais mixte
  - Classement général de la Coupe du monde de cyclo-cross juniors
    - Coupe du monde de cyclo-cross juniors #2, Dublin
    - Coupe du monde de cyclo-cross juniors #3, Namur
    - Coupe du monde de cyclo-cross juniors #5, Benidorm

  - Classement général de la Coupe de France de cyclo-cross juniors
- 2024-2025
  -  Championne d'Europe de cyclo-cross espoirs
  -  Championne de France de cyclo-cross espoirs
  - Swiss Cyclocross Cup #3, Mettmenstetten
  - Coupe de France #4, Pierric
  -  Médaillée d'argent du championnat d'Europe de cyclo-cross en relais mixte
  -  Médaillée de bronze du championnat du monde de cyclo-cross en relais mixte
  - 3e du championnat de France de cyclo-cross
  - 4e du championnat du monde de cyclo-cross espoirs
  - 4e de la Coupe du monde espoirs

## Palmarès sur route

### Par années
- 2022
  -  Championne de France sur route cadettes
- 2023
  - 3e étape du Circuit de Borsele juniors
  - 3e de la Bizkaikoloreak
  - 3e du Tour des Flandres juniors
  - 7e du championnat du monde sur route juniors
- 2024
  -  Championne de France du contre-la-montre juniors
  -  Championne de France sur route juniors
  -  Championne de France du relais mixte juniors
  - Tour des Flandres juniors
  - 1re (contre-la-montre) et 2e étapes du Watersley Ladies Challenge
  - 2e du Circuit de Borsele juniors
  - 2e de la Bizkaikoloreak
  - 3e du Tour du Gévaudan Occitanie
  - 4e du championnat d'Europe sur route juniors
  - 5e du championnat du monde sur route juniors
- 2025
  - 2e du championnat de France sur route espoirs

### Résultats sur les grands tours

#### Tour d'Italie
1 participation
- 2025 : abandon (8e étape)